# Theo Coster
Theo Coster (* 1929; † April 2019) war ein Spieleerfinder, Filmemacher und Autor. Er war ein Klassenkamerad Anne Franks im Jüdischen Lyzeum in Amsterdam und schuf einen Dokumentarfilm und ein Buch über seine Schulklasse.

## Leben
Theo Coster hatte portugiesische Vorfahren, doch bereits sein Großvater lebte in den Niederlanden. Er war in Leeuwarden geboren, wurde Setzer und besaß später in Amsterdam die Druckerei Coster, die sein Sohn und später auch zeitweise sein Enkel fortführte.

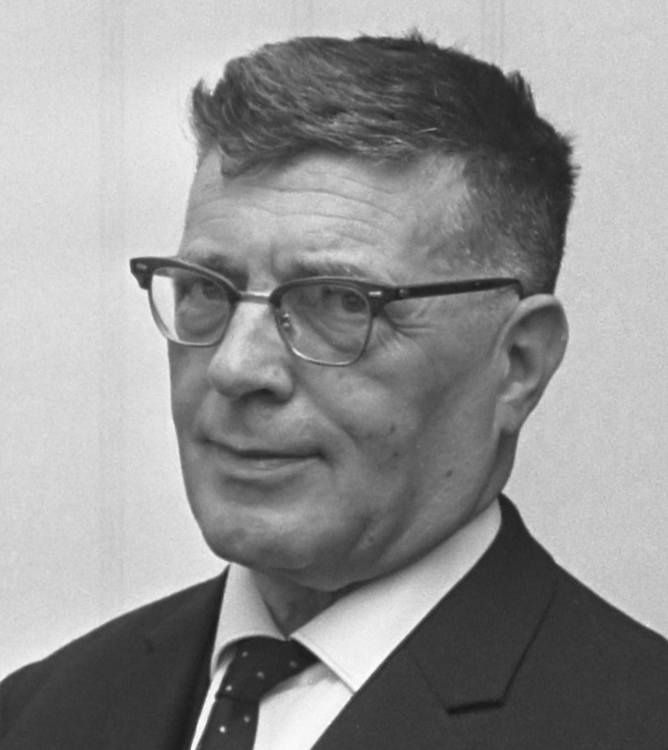
Jacques Presser

Theo Coster wurde als Maurice Simon Coster geboren; seine Mutter stammte aus Belgien. Er hatte eine drei Jahre ältere Schwester namens Freddy. Als die Juden in Amsterdam im September 1941 gezwungen wurden, ihre Kinder in jüdische Schulen zu schicken, wurde er im jüdischen Lyzeum angemeldet und kam in die Klasse, die auch Anne Frank besuchte. Kurz vorher hatte er seine Bar Mizwa gefeiert. Er besuchte die Schule etwa zwei Jahre lang; zu seinen Lehrern gehörten Jaap Meijer und Jacques Presser.
Coster verließ die Klasse 1L2, die zeitweise aus 30 Kindern bestand, von denen 17 in den Konzentrations- und Vernichtungslagern ums Leben kamen, schon vor Anne Frank: Um zu überleben, tauchten die Mitglieder der Familie Coster unter bzw. verließen das Land: Freddy Coster wurde in ein katholisches Internat in Belgien geschickt, Maurice Simon bei dem kinderlosen Ehepaar Suus und Barend van Beek in Vaassen untergebracht. Dorthin gelangte er auf Umwegen: Als die Festnahme der Familie Coster unmittelbar bevorzustehen schien, bat Costers Vater einen jüdischen Nachbarn, den Jungen kurzfristig bei sich aufzunehmen. Dieser übergab seinen Gast noch am selben Abend einem Bekannten, der bei Rademakers Haagse Hopjes arbeitete und in der Ijselstraat lebte. Dort blieb der Junge etwa einen Monat lang, ehe er durch einen Verbindungsmann nach Vaassen gebracht wurde. Dort kümmerte sich Pfarrer van Deelen um das Kind und sorgte dafür, dass es bei einer Familie namens Zweers auf dem Hof De Wulfte bei Deventer unterkam. Nach drei Monaten war diese Unterkunft allerdings nicht mehr sicher und Coster wurde bei dem kinderlosen Ehepaar van Beek untergebracht.
Dort galt er als Neffe des Hausherrn Barend van Beek, der Rektor der christlichen Volksschule vor Ort war. Er musste sich einen neuen Vornamen zulegen und wählte den Namen Theo nach dem Helden eines Jugendbuches, das er gerne gelesen hatte. Später behielt er diesen Namen bei. Coster konnte sich in seinem Quartier in Vaassen relativ frei bewegen, Flugblätter der Alliiertenorganisation De Vliegende Hollander sammeln und unter seinem falschen Namen sogar die Schule in Apeldoorn besuchen. Erst lange nach dem Krieg erfuhr er, dass nahezu das ganze Dorf über seine Identität informiert gewesen war.
Dass er sich im Verhältnis zu anderen Untergetauchten vergleichsweise unbesorgt bewegen konnte, hatte er unter anderem der Tatsache zu verdanken, dass sein Vater einige Jahre vorher das von den Nationalsozialisten angeforderte Registrierungsformular zu den Großeltern des Jungen nicht ausgefüllt hatte. Dieses Formular war später stattdessen von einem Beamten bearbeitet worden, der aus unerfindlichen Gründen bescheinigt hatte, Coster habe nur zwei und nicht, wie in Wirklichkeit, vier jüdische Großeltern. So wurde sein Pass nicht mit einem schwarzen „J“ gestempelt, wie es bei „Volljuden“ üblich war. Costers Mutter besuchte einmal im Monat die Familie van Deelen. Dort konnte sie ihren Sohn hin und wieder treffen, während der Vater sich die ganze Zeit in Hattem versteckt halten musste. Ab dem Spätsommer 1944 lebte auch Frau Coster im Haus der van Beeks. Nach außen hin, besonders, nachdem die benachbarte Schule von der Waffen-SS besetzt worden war, galt sie als eine Tante Theo Costers.
Am 17. April 1945 endete die Zeit des Untertauchens. Theo Costers Vater, dessen Druckerei im Krieg zerstört worden war und wieder aufgebaut werden musste, konnte ihm kein Chemiestudium finanzieren, wie es sich der Sohn gewünscht hätte. Stattdessen besuchte Coster die Höhere Technische Schule in Nyenrode und absolvierte dort eine zweijährige Ausbildung; danach leistete er seinen Wehrdienst ab und besuchte dann die Grafikschule in Amsterdam. Nach einem einmonatigen Praktikum bei Het Volk arbeitete er anschließend noch zwei Monate in der Korrekturabteilung dieser Zeitung und machte sich dann auf eine Reise nach Schweden, wo er in zwei Filialen der Druckerei Öberg jobbte. Er befand sich in Stockholm, als er von einem Unfall erfuhr, der ihn zwang, nach Amsterdam zurückzukehren: Seine Eltern waren auf einer Autoreise durch Belgien mit dem Ehepaar van Beek verunglückt. Während die beiden Frauen auf dem Rücksitz weniger schwer verletzt wurden, trug Barend van Beek bleibende Lähmungen davon und Costers Vater erlitt einen komplizierten Beinbruch, der eine mehrjährige Rehabilitation erforderlich machte. Als er nach drei Jahren in seine Druckerei zurückkehrte und den Direktorenposten, den Theo Coster zwischenzeitlich übernommen hatte, wieder beanspruchte, verließ der Sohn das Unternehmen und wurde technischer Herausgeber bei De Joodse Wachter, dessen Redakteur Costers ehemaliger Lehrer Meijer war.

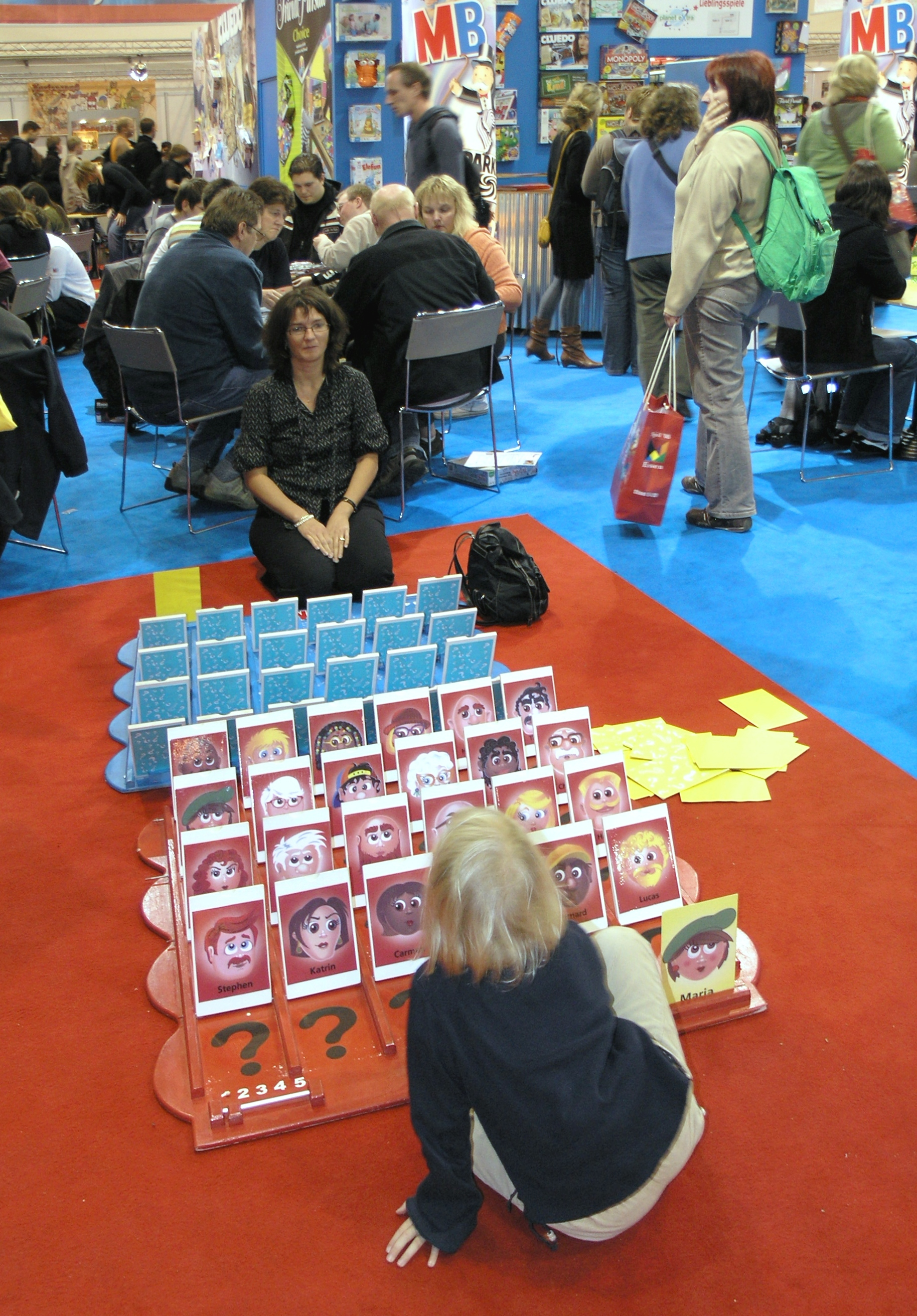
Wer ist es?

Daraufhin suchte Coster eine Arbeitsstelle in Israel. Mit Genehmigung der Königin konnte er schließlich in einer Filiale der israelischen Staatsdruckerei in Jerusalem zwei Jahre lang arbeiten, ehe er wegen mangelnder Aufstiegschancen zu einer Papierfabrik wechselte.
Die Reise von Amsterdam nach Israel hatte Coster im April 1955 auf einem neu gekauften Mofa der Marke Batavus angetreten. Unterwegs arbeitete er eine Zeitlang in Mersin als Aufseher des Warenlagers der Arbeitersiedlung, die für den Bau des neuen Hafens benötigt wurde. Nach einer Erkrankung an Amöbenruhr fuhr Coster im August 1955 auf einem Schiff nach Haifa. In einem Kibbuz, in dem er seine Hebräischkenntnisse zu verbessern suchte, lernte er während seiner Zeit in der Papierfabrik einen Herrn namens Noj kennen, der ihm Beziehungen zu einer Druckerei in Tel Aviv vermittelte, deren technischer Direktor Coster dann wurde. Im Hause des Herrn Noj lernte Coster auch seine spätere Frau Ora Rosenblat kennen. Coster hatte zunächst nicht vorgehabt, in Israel zu bleiben, nahm dann aber seinen Wohnsitz dauerhaft in Tel Aviv. Aus dem Auftrag, ein Werbegeschenk zu entwickeln, ging dann seine Karriere als Spieleentwickler hervor. Theo und Ora Coster gründeten 1965 die Firma Matat, später umbenannt in Theora Design. Sie entwarfen zahlreiche erfolgreiche Artikel. 1979 brachten sie das Spiel Wer ist es? auf den Markt, das international bekannt wurde.
Mit seiner Ehefrau Ora bekam Coster die Söhne Boaz und Gideon, die im Familienunternehmen arbeiten.
Coster, der sich seit seiner Zeit bei den van Beeks Theo genannt hatte, beantragte später auch offiziell seine Namensänderung, so dass schließlich seine Papiere auf Theo Maurice Simon Coster lauteten.

## Film und Buch über Anne Franks Schulklasse
1948 las Coster zum ersten Mal das Tagebuch der Anne Frank, doch bis er den Plan seines Filmprojektes über die Lyzeumsklasse fasste und ein Buch darüber schrieb, vergingen noch Jahrzehnte.
2001 kam das Buch Absent von Dienke Hondius heraus, in dem es um das allmähliche Verschwinden der Kinder und Jugendlichen aus den Klassenlisten des Lyzeums in den Jahren 1941 bis 1943 ging. Anlässlich der Präsentation dieses Buches wurden überlebende ehemalige Schülerinnen und Schüler eingeladen, unter denen sich auch Coster befand. Dieser hatte schon vorher öfter vor Schulklassen und anderen Gruppen über die Vergangenheit gesprochen, wurde auf der Versammlung mit der Tatsache konfrontiert, dass es bald keine lebenden Zeugen der Vergangenheit mehr geben würde, und ließ sich im Jahr 2007 von seiner Frau dazu inspirieren, einen Dokumentarfilm über seine alte Klasse zu gestalten. Seit dem Treffen anlässlich der Buchpräsentation war Coster mit Nanette Blitz Konig in Kontakt, die ihrerseits die Verbindung zu weiteren überlebenden Klassenkameradinnen und -kameraden herstellen konnte: Jacqueline van Maarsen, Lenie Duyzend, Albert Gomes de Mesquita und Hannah Goslar, die damals in Jerusalem lebte. Mit dem befreundeten Regisseur Eyal Boers nahm er das Filmprojekt in Angriff. Nach zahlreichen Treffen mit den Überlebenden der Schulklasse und anderen Zeitzeugen war der Film Klassenkameraden von Anne Frank im Frühjahr 2008 vollendet. Öffentlich wurde er erstmals in der Cinematheque in Tel Aviv vorgeführt. Im April 2009 erhielt er den Silver Ace Award beim Las Vegas International Filmfestival. Im selben Monat wurde er in Israel im Fernsehen gezeigt, im Dezember 2009 im niederländischen Fernsehen KRO. Costers Buch, das auf denselben Materialien basiert wie der Film, erschien 2009. Die deutsche Ausgabe trägt den Titel In einer Klasse mit Anne Frank.